# Sächsischer Livlandfeldzug
Der Sächsische Livlandfeldzug vom Februar 1700 bis Ende Oktober 1700 bezeichnet die militärischen Operationen der Sächsischen Armee in Schwedisch-Livland zu Anfang des Großen Nordischen Krieges. Das Ziel des Feldzugs war die Eroberung der Provinz Schwedisch-Livland mit der Hauptfestung Riga. Es gelang den Sachsen lediglich einige untergeordnete Feste Orte zu erobern, während Riga erfolglos belagert wurde. Die unterlegenen schwedischen Kräfte verstanden es durch geschicktes Manövrieren die Sachsen immer wieder zum Rückzug zu zwingen. Zu einer offenen Entscheidungsschlacht kam es dagegen nicht. Der Feldzug wurde erst im Folgejahr mit der Schlacht an der Düna militärisch für Schweden entschieden.

## Aufmarsch der Sachsen

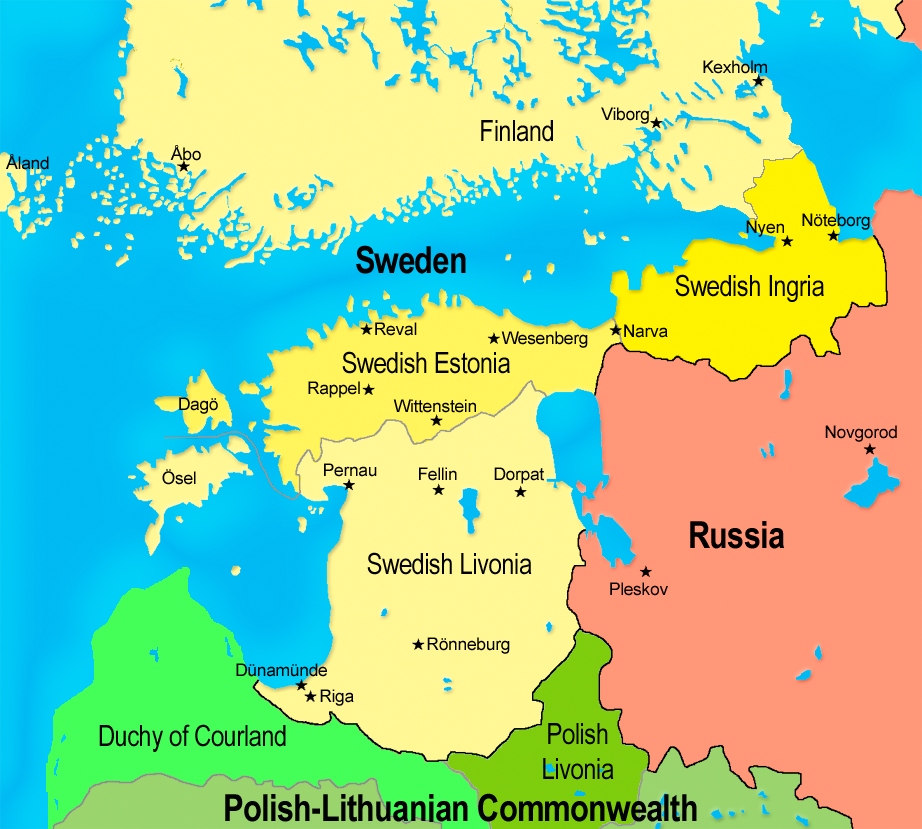
Die schwedischen Besitzungen im Baltikum

Sächsische und dänische Unterhandlungen hatten im Vorfeld ein beiderseitiges offensives Vorgehen gegen Schweden abgestimmt. Während sich Dänemark das von Schweden abhängige Reichsterritorium Holstein-Gottorp aneignen wollte, plante der polnische König und sächsische Kurfürst August der Starke einen Einfall in Schwedisch-Livland.
Zunächst betrieben sächsische Diplomaten Täuschungsmanöver auf dem diplomatischen Bankett und beschwichtigten die sächsischen Truppenbewegungen mit allerlei Ausreden. Trotz der Zusage Augusts II. auf dem polnischen Sejm Ende Juli 1699 alle sächsischen Regimenter von polnischem Territorium abzuziehen, sagte er dem kurländischen Herzog 5000 Mann der Sächsischen Armee zur Unterstützung zu. Hierzu wurde Generalfeldmarschall Jacob Heinrich von Flemming betraut mit diesen Truppen nach Litauen zu marschieren und dort weitere Unterstützung abzuwarten.
Sächsische Artillerie wurde von Dresden nach Lübeck gebracht und von dort per Seetransport über Danzig nach Polangen in Litauen verschifft.
Die sächsischen Truppen marschierten derweil nach Janitski, das sich 12 Meilen vor Riga befand, und schlugen dort ihr Hauptquartier auf. Im Dezember 1699 gingen die bereits vorhandenen sächsischen Truppen in Kurland in die Winterquartiere. Die schwedischen Truppen in Livland unter Kommando von Erik Dahlberg begannen sich daraufhin zu mobilisieren und die Verteidigungsbereitschaft zu erhöhen. Dazu beigetragen hatten auch mehrere Briefe von sächsischer Seite, unter anderem von Johann Reinhold von Patkul an Dahlberg, den Stadtkommandanten von Riga, die offene Drohungen enthielten. Die Schweden kundschafteten nun systematisch die Grenze zu Kurland aus. Im Februar 1700 desertierten mehrere sächsische Dragoner und flüchteten nach Riga. Dahlberg weigerte sich die Überläufer auszuliefern, was die diplomatischen Konflikte vertiefte.

## Beginn der Feindseligkeiten
Eine sächsische Kriegslist zur Einnahme Rigas mittels verdeckt eingeschleuster Soldaten im Februar scheiterte bereits im Ansatz. Mehrere Soldaten auf beiden Seiten wurden bei dem Vorfall getötet und die Stadtbesatzung von Riga rechtzeitig gewarnt. Das war gleichzeitig der Beginn der offenen Feindseligkeiten. Bereits einen Tag später am 22. Februar 1700 ließ Flemming seine Truppen auf Riga vormarschieren und überschritt die schwedisch-livländische Grenze ohne Kriegserklärung.

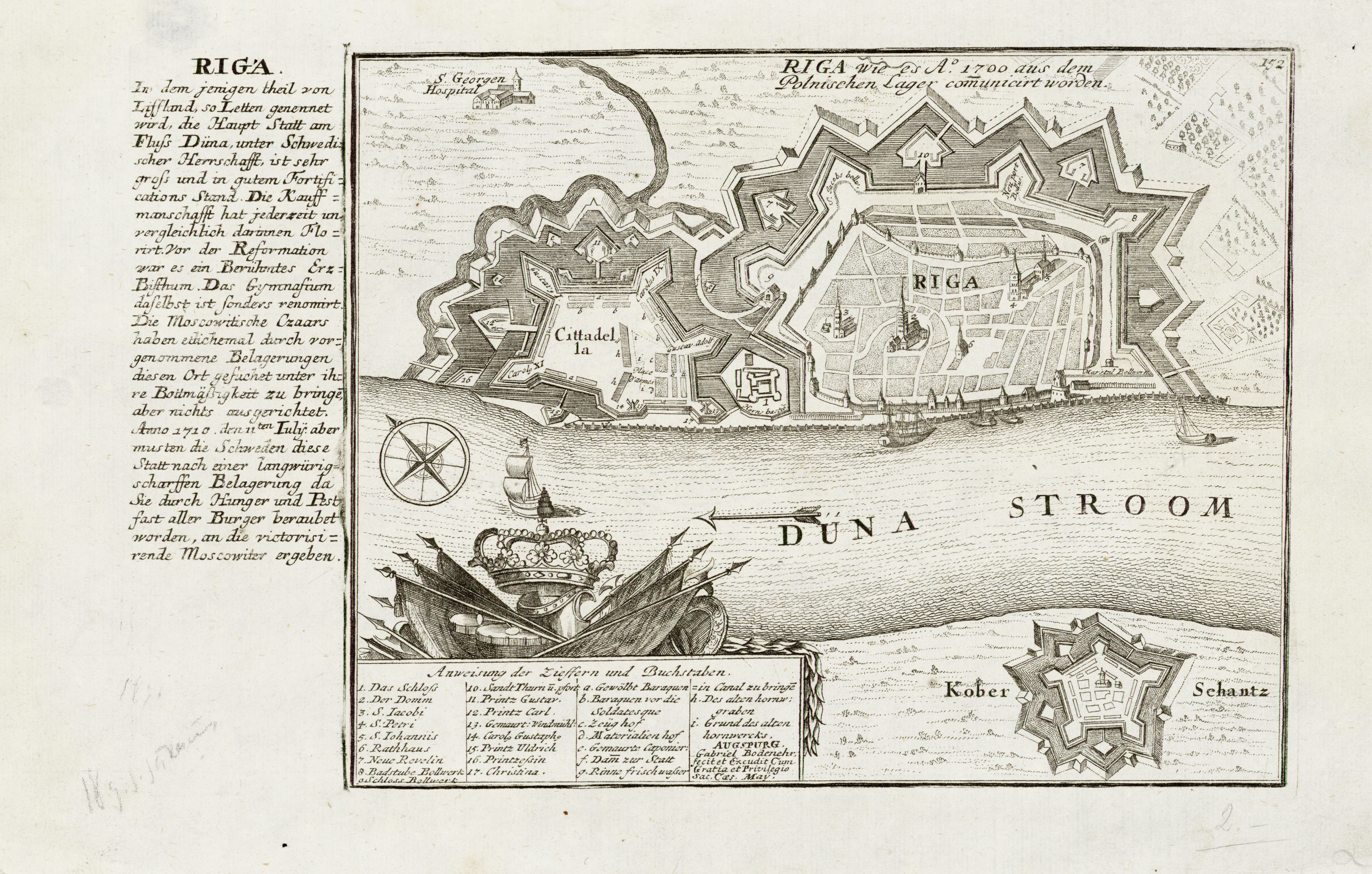
Abbildung der Festung Riga um 1700 mit vorgelagerter Koberschanze

Die Truppen der Sachsen bestanden aus drei Infanterieregimenter (Garde, Königin, Bornstadt) mit je 2250 Mann Soll-Stärke und vier Dragonerregimenter (Weissenfels, Flemming, Sanosth, Wolffenbuttel) mit je 900 Mann Sollstärke und sechs drei Pfünder Feldkanonen. Zusammen waren das etwa 10.350 Mann von 18.000 Mann der sächsischen Armee, die sich vor Riga befanden. In den schwedischen baltischen Provinzen standen im Februar 1700 viereinhalb Infanterieregimenter mit 6000 Mann und zwei Kavallerieregimenter mit 1000 Mann. Allerdings waren von diesen nur 20 Kompanien des Gouvernementsregiment Riga unter Dahlberg und dem Rigaer Garnisonsregiment unter Erik Soop mit insgesamt 3000 Mann in Riga selbst stationiert. Die weiteren Truppen verteilten sich auf die anderen schwedischen Festen Standorte Narva, Reval, Dorpat, Pernau, Nyland.
Zunächst richtete sich der sächsische Vormarsch gegen die Koberschanze, die sich auf der anderen Flussseite und gegenüber von Riga befand und einen befestigen Vorposten bildete. Das Fort war verfallen und bestand aus vier bis fünf Bollwerken mit 50 Mann Besatzung. Am 24. Februar wurde die Festung von 2000 Sachsen innerhalb von zwei Stunden im Sturmangriff genommen und mit 1000 Mann besetzt.
Dahlberg brannte nun die Vorstadt von Riga ab, um freie Schusslinie für die Festungsartillerie zu erhalten. Die Düna war zu dieser Zeit zugefroren, so dass ein Vormarsch der Sachsen über den Fluss drohte. Flemming hielt aber seine Kräfte für einen Angriff auf die Flussseite der Stadtfestung für zu gering und unterließ einen Vorstoß. Die Bemühungen Patkuls auf livländischer Seite, einen Aufstand des alteingesessenen Adels gegen die schwedische Oberherrschaft anzuzetteln, scheiterten bereits im Ansatz, so dass die ursprüngliche Hoffnung der Sachsen, die Provinz im Sturm zu erobern, bereits zu diesem Zeitpunkt verflog.
Zwischenzeitlich begann ein begrenzter sächsischer Beschuss auf Riga mit den sechzehn Geschützen, die in der Koberschanze erobert wurden, vier weiteren schweren Geschützen und drei Mörsern. Die Stadt selbst erhielt Verstärkung von 400 schwedischen Dragonern.

## Eroberung der Dünamünder Schanze

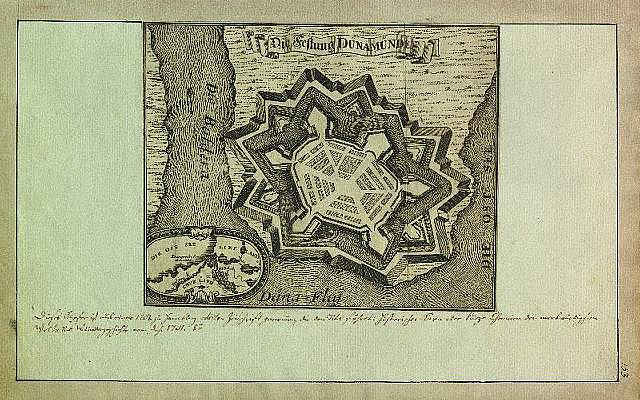
Die Dünamünder Schanze um 1700

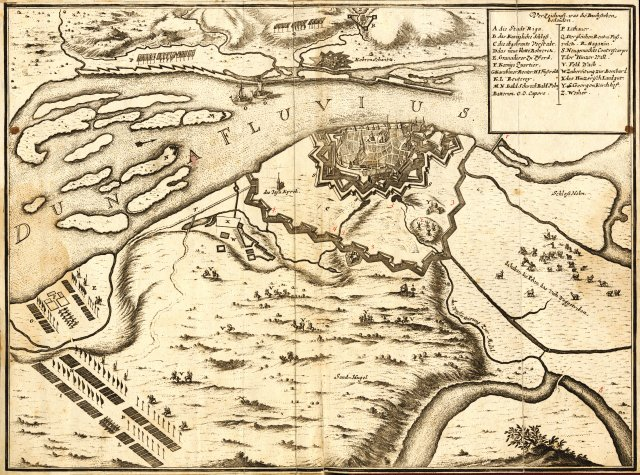
Blockade der Stadt Riga durch die polnischen und sächsischen Truppen im Jahr 1700

Riga konnte weiterhin von der See her Unterstützung erhalten. Ein paar Kilometer flussabwärts der Düna befand sich die Dünamünder Schanze. Sie bewachte die Flusszufahrt zur Ostsee. Am 16. März marschierten 2000 Sachsen vor die Schanze und begannen die Belagerung. Der erste Sturmangriff am 24. März wurde noch abgewehrt. Die Festung wurde dennoch am 26. März den Sachsen übergeben. Die Besatzung durfte nach Reval abziehen. Die Sachsen besetzten auch diese Schanze mit 1000 Mann.
Die Sachsen waren aber weiterhin nicht in der Lage die Stadt zu belagern und blockierten lediglich die Zugänge der Stadt. Die Bemühungen Augusts in Warschau eine Kriegsbeteiligung Polens und Litauens zu erwirken scheiterten. Der Adel lehnte eine Einmischung in den Konflikt mit Schweden ab und verhinderte eine polnische Unterstützung mit Waffen und Finanzen. Im sächsischen Armeekommando übernahm Patkul für den in Warschau verweilenden Flemming das Oberkommando über die Truppen. Seine Unerfahrenheit auf militärischem Gebiet wirkte sich negativ auf die Operationsführung der Sachsen aus. Er führte seine Truppen zunächst in das vier Meilen von Riga entfernte Kupfermühlen. Von dort aus marschierte er mit dem Armeekorps weiter an Riga heran nach Neumühlen, etwa 25 Kilometer nördlich von Riga und dann weiter nach Jungfernhof, etwa fünf Kilometer vor Riga.

## Schwedische Offensiven
Inzwischen führte Generalmajor Georg Johann Maydell die schwedischen Truppen. Aus den sächsischen Truppenbewegungen entnahm der schwedische General eine fehlende strategische Operationsfähigkeit der Sachsen, so dass dieser eigene offensive Bemühungen durchführen konnte. Als Erstes griffen die Schweden die sächsischen Truppen in der Stadt Wenden an. Nach kurzem Gefecht räumten die Sachsen die Stadt und zogen sich zurück. Bei Jungfernhof stellten die Schweden am 17. Mai 1700 einige der sächsischen Truppen und griffen die gut verschanzten Sachsen an. Nach einem kurzen Scharmützel zogen sich die Sachsen auch von diesem Pass zurück. Die Sachsen standen durch die Bewegungen nun wieder auf ihrem Ausgangsgebiet zu Beginn des Feldzugs, so dass Riga wieder freien Zugang hatte. Die Sachsen erhielten weitere Verstärkungen und verschanzten sich entlang der Düna.
Im Juni traf der schwedische Gouverneur Otto Vellingk aus Narva mit mehreren Tausend Mann Verstärkungen in Riga ein und übernahm das Oberkommando. Damit erreichten die Schweden in etwa Kräfteparität zu den sächsischen Truppen. Dennoch erfolgten keine offensiven Unternehmungen der Schweden gegen das sächsische Lager auf der anderen Seite der Düna oder der Dünamünder Schanze, die weiterhin in sächsischem Besitz blieb. Erst Anfang Juli unternahmen die Schweden eine begrenzte Offensivaktion gegen die Sachsen als 500 Mann über die Düna gingen und zwei Verschanzungen der Sachsen angriffen. Dabei nahmen sie mehr als 80 Sachsen gefangen.

## Eintreffen der sächsischen Verstärkung

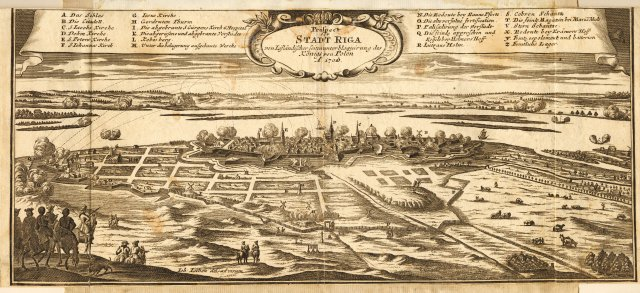
Die Beschießung von Riga durch sächsische Truppen (Herbst 1700); Zeitgenössischer Druck

Zur gleichen Zeit traf die sächsische Verstärkung unter Kommando von Feldmarschall Adam Heinrich von Steinau an der Düna ein. Sie setzte sich aus 11.000 Sachsen, 3000 Litauern, mehreren hundert Mann der polnischen königlichen Leibwache und 1200 Tataren zusammen. Ein sächsischer Versuch, die Düna bei Magnusholm zu überqueren, wurde von den Schweden vereitelt. Sie errichteten nun weiter flussaufwärts bei Jakobstadt eine Brücke. Die Schweden erhielten von einem Vorposten Kunde von den sächsischen Bemühungen und brachen nun am 27. Juli mit der gesamten Streitmacht von ihrem Armeelager vor Riga auf und marschierten den Sachsen bis Probstinghof (heute zu Lielvārde) entgegen. Zu einem Treffen beider Armee kam es aber nicht, da die Sachsen dem angebotenen Gefecht der Schweden auswichen. Am 31. Juli gingen etwa 150 Schweden über die Düna, um die sächsischen Stellungen auszukundschaften; dort kam es zu mehreren kleinen Scharmützeln mit leichter Kavallerie ohne Entscheidungscharakter.
Wenige Stunden später setzte die sächsische Armee über. Sie bestand nun aus 15.000 Mann und war der schwedischen Armee unter Vellingk, die 8000 Mann zählte, deutlich überlegen. Die Sachsen hatten nicht die Absicht, sich auf ein Gefecht mit der schwedischen Armee einzulassen, sondern wollten die günstig gelegenen Pässe bei Neumühlen und Smeising besetzen und so die schwedische Armee landseitig von Riga abschneiden. So kam es lediglich auf dem linken schwedischen Armeeflügel zu einem kurzen Aufeinandertreffen zwischen einigen schwedischen Schwadronen und den vormarschierenden Sachsen und lieferten sich ein kleines Gefecht, bei dem sich die Sachsen zurückzogen. Dabei verloren die Schweden 23 Tote und 10 Gefangene bei etwa gleichhohen Verlusten unter den Sachsen. Vellingk sandte nun den Großteil seiner Armee, etwa 5000 Mann zurück nach Riga und stellte den Rest der Truppen im Land auf, um die Streifzüge der in sächsischen Diensten stehenden Kosaken zu unterbinden.

## Erneute Belagerung Rigas
Die sächsischen Truppen marschierten nun auf Riga zu und begannen erneut die Belagerung der Festung zum 7. August 1700. Kurz darauf begann das Bombardement der sächsischen Artillerie, allerdings ohne eine konkrete Wirkung zu erzielen. Am 19. September 1700 wurde die Belagerung überraschend durch die sächsische Armee aufgehoben. Etwa zeitgleich hatte Schweden mit Dänemark den Frieden von Traventhal geschlossen, wodurch Sachsen seinen wichtigsten Verbündeten im Kampf gegen Schweden verlor. Zudem drohte nun eine Invasion Schwedens in das Kurfürstentum oder ein Entsatz Rigas durch Karl XII. persönlich. Auf dem diplomatischen Bankett schlossen sich in den folgenden Wochen mehrere Austausche zwischen den europäischen Staaten an, die einen Frieden mit Schweden anstrebten. Allerdings verschärfte sich die Situation erneut, als die russische Armee in Schwedisch-Ingermanland einfiel und Narva belagerte.

## Eroberung von Kokenhusen

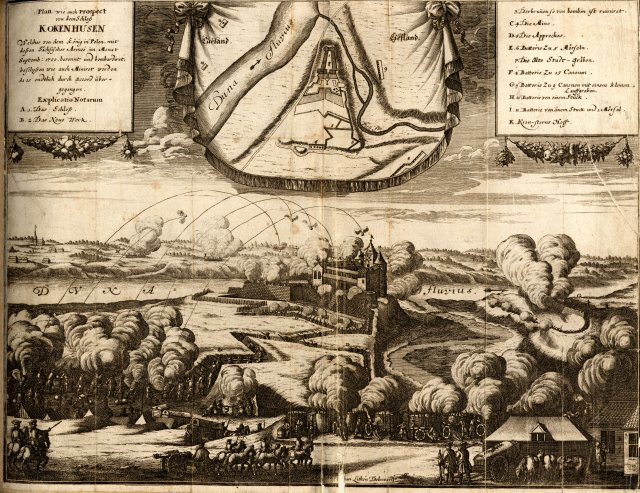
Beschuss der Burg Kokenhusen durch sächsische Artillerie

Die sächsische Armee unter Matthias Johann von der Schulenburg setzte sich nun erneut in Bewegung und begann am 8. Oktober 1700 die rund 85 Kilometer von Riga entfernte Burg Kokenhusen im heutigen Koknese zu belagern, wohl mit dem Ziel, sich günstige Ausgangsbedingungen für einen erneuten Feldzug im nächsten Frühjahr zu verschaffen. Nach dreitägigem Beschuss kapitulierte die schwedische Besatzung unter Major Heinrich Hein vor den Sachsen. Die Sachsen ließen 600 Mann in der Burg zurück und zogen sich ganz aus dem Rigaer Raum zurück. Zuvor zerstörten sie die Laufgräben und Batterien. Zeitgleich vereinbarten die beiden Kriegsparteien einen örtlichen Waffenstillstand vor Riga für die Dauer von acht Tagen, damit die Sachsen ihre Artillerie über die Düna transportierten konnten. Sie setzte sich noch aus 103 Geschützen unterschiedlichster Art zusammen. Die Infanterie ging in Kurland in die Winterquartiere, die Kavallerie in Litauen.

## Folgen

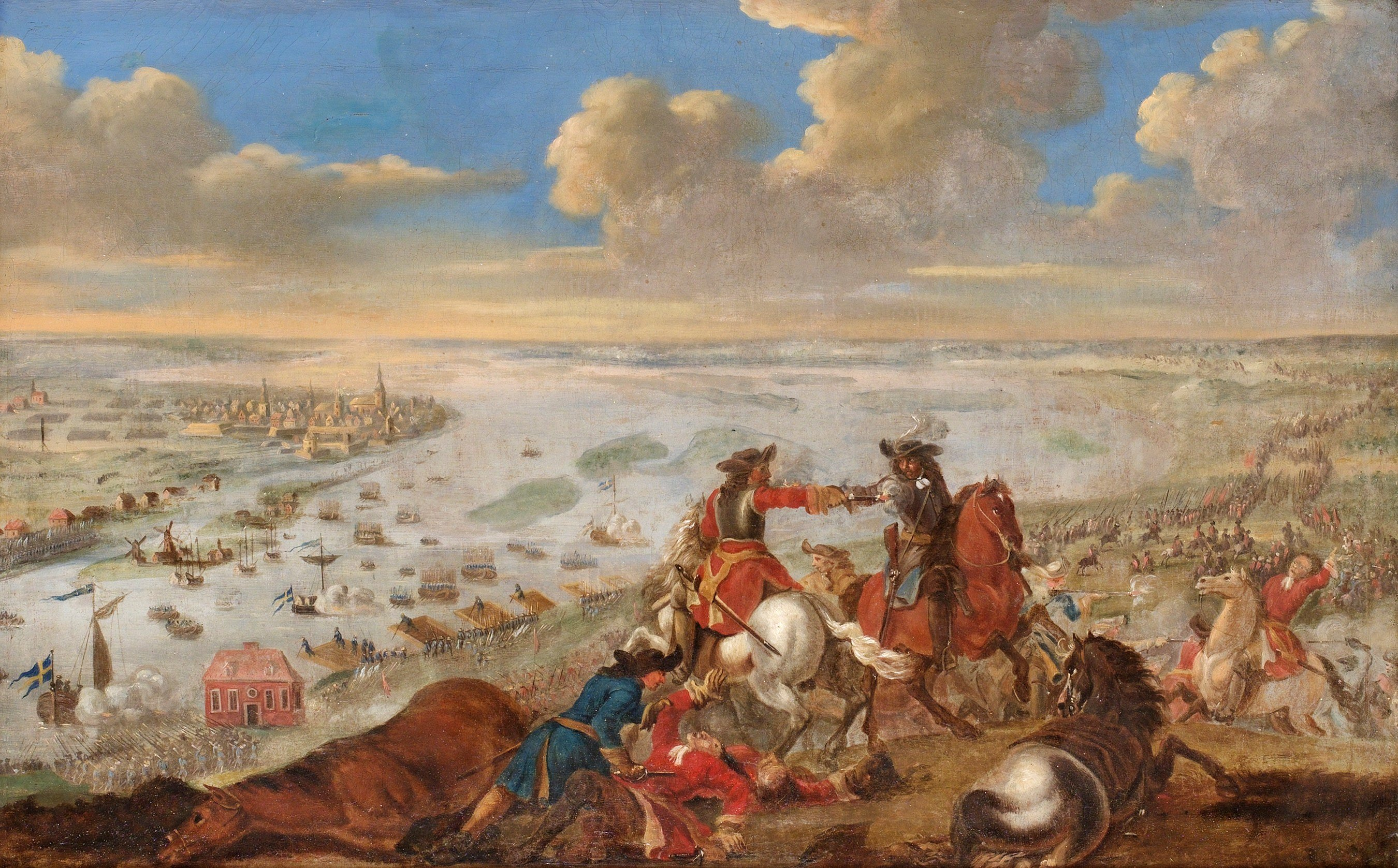
Karl der XII. überquert die Düna, Gemälde von Johann Philip Lemke

Im nächsten Jahr besiegte die Armee Karls XII. das sächsische Heer am 19. Juli 1701 in der Schlacht an der Düna. Sämtliche eroberten Festungen aus dem vorangegangenen Feldzug der Sachsen fielen in der Folge wieder an die Schweden. Diese setzten ihren Feldzug fort und drangen weiter in Kurland ein und besetzten dort in Folge alle festen Punkte.